# Pietra di Padula
La pietra di Padula è una roccia sedimentaria di colore bianco avorio composta di granuli dalle dimensioni medie di una sabbia, in gergo chiamati pulci.

## Caratteristiche ed utilizzo
La pietra contiene principalmente molti fossili ed è sia dura che pastosa. Viene utilizzata per la costruzione di diverse strutture come case, ma anche per oggetti come vasi, mortai, ornie, architravi. Nel centro storico di Padula la pietra è il principale materiale utilizzato.
Anche la Certosa di Padula ha molti elementi che identificano l'utilizzo della pietra.
Esiste anche il Museo della pietra di Padula dove viene mostrato come viene estratta dal blocco, lavorata e trasformata per la costruzione di statue, sculture e monumenti.